# 潮汐湖
潮汐湖（Tidal Basin）是位于美國华盛顿特区波托马克河和华盛顿水道之间的水库，是西波托馬克公園的一部分，它位於国家广场附近。每年春天國家櫻花節舉辦時，潮汐湖就會引人注目。杰斐逊纪念堂、马丁·路德·金纪念堂、富兰克林·德拉诺·罗斯福纪念堂和乔治·梅森纪念堂都位于潮汐湖附近。潮汐湖面积约43公顷，深度為3米。

## 历史
潮汐湖的提议起源于19世纪80年代，既作为一处风景，又作为冲刷华盛顿水道的手段。美国陆军工兵部队的彼得·康诺弗·海因斯上校监督该湖的设计和建造。
该盆地最初被命名为特温宁湖，以纪念工兵团的威廉·约翰逊·特温宁少校，他于1879年在哥伦比亚特区专员委员会担任工程师专员。在专员当年向国会提交的年度报告中，特温宁少校提议建立一个潮汐水库，并利用该水帮助"冲刷"华盛顿水道。美国公共建筑委员会编制的1917年华盛顿地图显示了这个湖，其名称是"特温宁湖"。亚历山大和雷帕斯工程公司于20世纪40年代完成了潮汐湖和湖堤上的桥梁建造。
1918年8月，由白人出资的潮汐湖沙滩在今天杰斐逊纪念堂前开放。沙滩很受欢迎，据估计，1920年7月的一天吸引了多达20，000人。国会原计划为附近的非洲裔美国人开设一个单独的沙滩，但该计划遭到南部参议员的阻挠。1925年，国会下令拆除沙滩，而不是整合沙滩。
2020年，潮汐湖的重新设计正在考虑，因为海平面上升和陆地沉降导致部分路径旁边的水道在涨潮时每天发生两次洪水。

## 娱乐
从3月中旬到10月，可出租桨船。在4月的国家樱花节期间，这项活动非常受欢迎。

## 参考文献

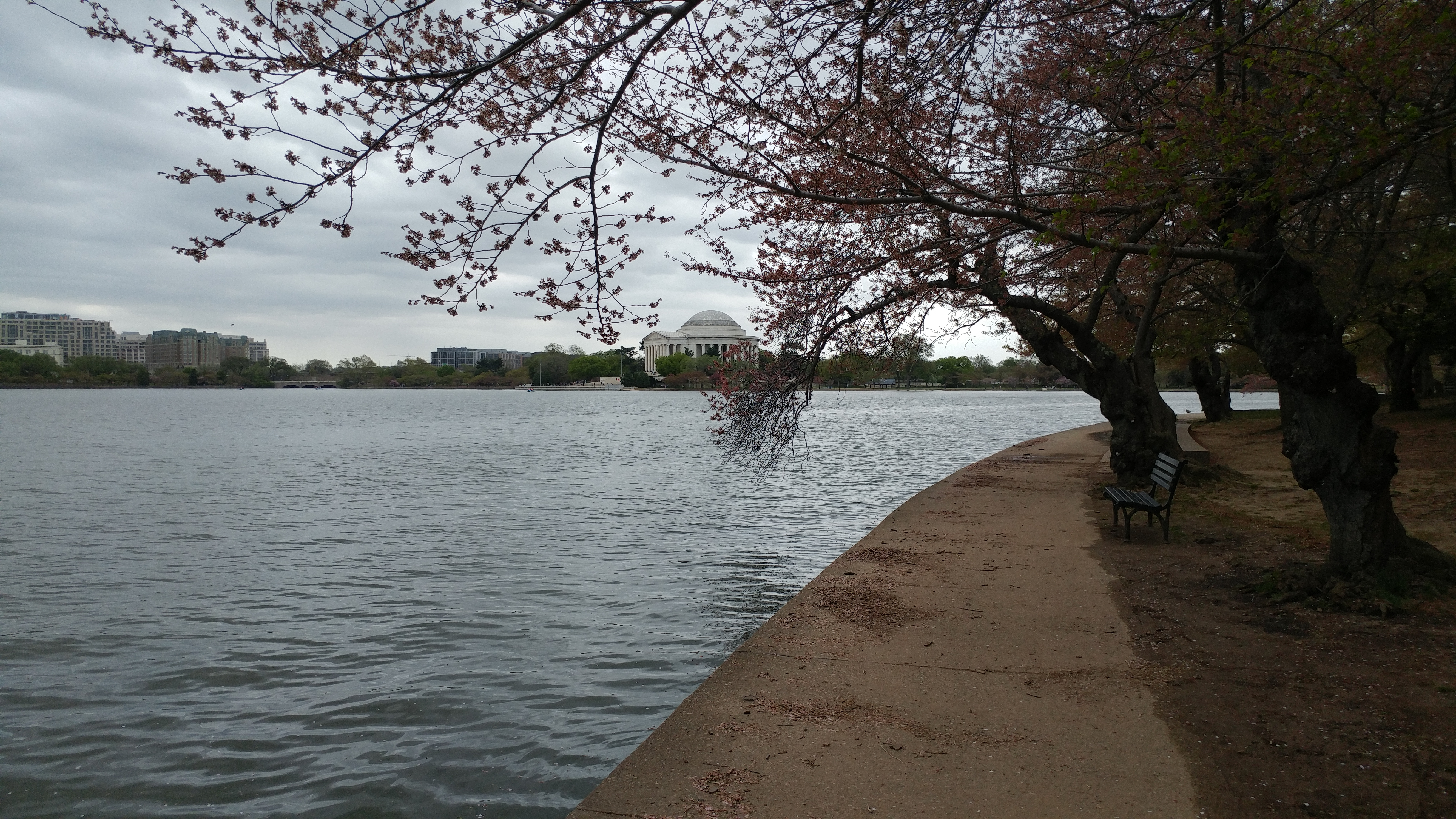
潮汐湖看杰斐逊纪念堂及樱花